# Bürgerliche Gesellschaft
Der Begriff bürgerliche Gesellschaft ist eine Lehnübersetzung des englischen civil society, der wiederum eine Übersetzung des lateinischen societas civilis beziehungsweise des altgriechischen koinonia politiké (κοινωνία πολιτικὴ) ist. Eine Verwendung des Begriffs im Deutschen ist spätestens für das Jahr 1581 durch Marx Rumpolt belegt.

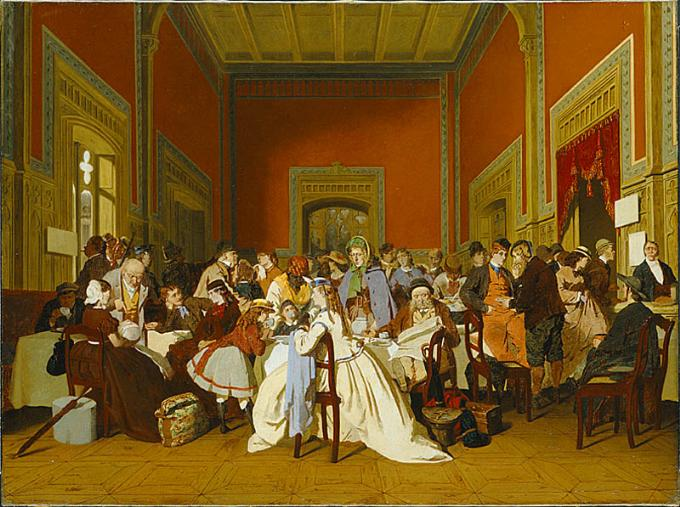
Wartesaal zweiter Klasse von Carl d’Unker, ca. 1865, Genrebild des Bürgertums im 19. Jahrhundert, Düsseldorfer Malerschule

Eine zentrale Stellung nimmt die bürgerliche Gesellschaft bei Georg Wilhelm Friedrich Hegel ein. In seiner Rechtsphilosophie bezeichnet der Begriff ein Stadium menschlicher Gemeinschaft, welches auf einer Entwicklungsstufe zwischen Familie (unterste Stufe) und  Staat (höchste Stufe) angesiedelt ist.
Sozialgeschichtlich bezeichnet bürgerliche Gesellschaft eine europäische Sozialformation des späten 18. und frühen 19. Jahrhunderts mit Beginn der Industrialisierung, die von der schmalen Schicht der Besitzbürger (Bourgeoisie) und Bildungsbürger geprägt war.
In der Umgangssprache und der Politikwissenschaft ist der Begriff seit den 1990er Jahren in zahlreichen Kontexten sowie als Übersetzung des englischen civil society durch den Neologismus Zivilgesellschaft verdrängt worden.
Daneben hat der Begriff semantische Überschneidungen mit dem gesellschaftlichen Ideal einer Bürgergesellschaft: einer Gesellschaft aus freien, mündigen Staatsbürgern, die ihre persönlichen und wirtschaftlichen Angelegenheiten unabhängig von Staat und Kirche frei und autonom regeln.

## Herkunft und Entwicklung des Begriffs
Als Lehnübersetzung des lateinischen societas civilis sowie des altgriechischen politiké koinonia (πολιτικὴ κοινωνία) hat der Begriff bürgerliche Gesellschaft seit der griechischen Antike zahlreiche semantische Umdeutungen erfahren.

### Hegel
In Hegels Grundlinien der Philosophie des Rechts von 1820 bezeichnet die bürgerliche Gesellschaft sowohl ein geschichtliches Stadium menschlichen Zusammenlebens als auch einen gesellschaftlichen Teilbereich zwischen Familie und Staat. Die bürgerliche Gesellschaft besteht Hegel zufolge aus den drei Elementen A: System der Bedürfnisse, B: Rechtspflege, C: Polizei und Korporation. Nach Reinhart Kosellecks Hegel-Interpretation habe es jene, zwar auf den Staat angewiesene, aber ökonomisch eigenständige Gesellschaft, die sich zwischen Familie und Staat „gleichsam unpolitisch hineingeschoben hat“, vor dem 19. Jahrhundert nicht gegeben.

### Cicero-Übersetzungen
Ab 1828 verwendete Georg Heinrich Moser bürgerliche Gesellschaft als Lehnübersetzung des lateinischen Begriffs societas civilis, wie er vor allem im Werk Ciceros De re publica und De legibus auftaucht.  
Quare cum lex sit civilis societatis vinculum, ius autem legis aequale, quo iure societas civium teneri potest, cum par non sit condicio civium? Si enim pecunias aequari non placet, si ingenia omnium paria esse non possunt, iura certe paria debent esse eorum inter se, qui sunt cives in eadem re publica. Quid est enim civitas nisi iuris societas civium? …
…weil das Gesetz das Band ist, das die bürgerliche Gesellschaft zusammenhält, das Recht aber, das Jeder durch das Gesetz hat, Allen gleich gilt, wie kann die bürgerliche Gesellschaft durch das Recht zusammengehalten werden, wenn die Bürger nicht Alle gleiche Befugniß haben? Denn mag man auch keine Vermögensgleichheit einführen wollen, mögen die Talente unmöglich bei Allen gleich seyn können; so müssen doch wenigstens die gegenseitigen Rechte Derjenigen gleich seyn, die Bürger in einem und demselben Staate sind? Denn was ist ein Staat, als ein Verein [zum Genusse] gleicher Rechte.
Cicero versteht also die Begriffe res publica und civitas als gleichbedeutend mit der Vereinigung der durch das gleiche Recht verbundenen Vollbürger zur Verfolgung der gemeinsamen Zwecke.

Der lateinische Ausdruck stellt wiederum eine Lehnübersetzung des griechischen Begriffs koinonia politike (κοινωνία πολιτική) dar, wie er etwa von Aristoteles in seiner Politik und in der Nikomachischen Ethik gebraucht wird. In seinem Werk über Politik wird die „Gemeinschaft“ (koinonia) mit dem politischen Verband der Polisbürger gleichgesetzt, die durch eine Reihe von Normen und ein Ethos charakterisiert ist, gemäß denen die Vollbürger gleichberechtigt unter der Herrschaft des Gesetzes leben (Isonomie). Das Telos oder Ziel der koinonia politike ist das gute Leben (ὸ εὖ ζῆν tò eu zēn) des Menschen, der als politisches Lebewesen definiert wird (ζῷον πολιτικόν zōon politikón). 
Da wir sehen, dass jeder Staat (polis) eine Gemeinschaft (koinônia) ist und jede Gemeinschaft um eines Gutes willen besteht (denn alle Wesen tun alles um dessentwillen, was sie für gut halten), so ist es klar, dass zwar alle Gemeinschaften auf irgendein Gut zielen, am meisten aber und auf das unter allen bedeutendste Gut jene, die von allen Gemeinschaften die bedeutendste ist und alle übrigen in sich umschließt. Diese ist der sogenannte Staat (polis) und die staatliche Gemeinschaft (koinônia politikê).
Obwohl Cicero auf den Begriff des Aristoteles Bezug nahm, wurde er erst Teil des westlichen Diskurses, als die Werke des Aristoteles ins Lateinische übersetzt wurden, etwa von Wilhelm von Moerbeke und Leonardo Bruni, wobei die Bezeichnung oft für den Begriff der res publica benutzt wurde. Mit der Unterscheidung von Monarchie und öffentlichem Recht wurde der Begriff mehr und mehr für die Stände benutzt oder für die feudale Elite der Gutsherren, die ihre Macht gegenüber der des Monarchen darzustellen suchten.

### Marx
Bei Karl Marx wird der Begriff bürgerliche Gesellschaft als Übersetzung des französischen société bourgeoise gebraucht und bezeichnet die ökonomischen Verhältnisse einer Gesellschaft, die von der Bourgeoisie dominiert wird, bzw. in der kapitalistischen Produktionsweise herrscht. Besonders in den frühen Schriften von Karl Marx, die stärker als sein reifes ökonomisches Werk unter dem Einfluss Hegels und des deutschen Idealismus stehen, spielt die bürgerliche Gesellschaft eine zentrale Rolle. Als exemplarisch hierfür genannt werden können Zur Judenfrage, erschienen 1844, und Das Elend der Philosophie, erschienen auf Französisch 1847 und 1885 posthum ins Deutsch übersetzt durch Eduard Bernstein und Karl Kautsky. Darin unterscheidet Marx die bürgerliche Gesellschaft vom (politischen) Staat, welcher gleiche Bürgerrechte garantiert, und somit die rechtliche Grundlage für vertragliche Tauschverhältnisse zwischen formell freien und gleichen Bürgern in der bürgerlichen Gesellschaft herstellt.

## Bürgerliche Gesellschaft und Klassengesellschaft
Am differenziertesten ist nach Utz Haltern die Analyse der Teilgruppen der bürgerlichen Gesellschaft in der französischen Sprache: aristocracie financière, haute bourgeoisie, bonne bourgeoisie, bourgeoisie moyenne, bourgeoisie populaire. Im Englischen unterscheidet man: middle class, lower, upper, middle middle class. Im Deutschen wird die bürgerliche Gesellschaft in Großbürgertum, Kleinbürgertum, Besitzbürgertum (entspricht etwa dem Begriff Bourgeoisie) und Bildungsbürgertum eingeteilt. Allen Sprachen ist die Vorstellung gemeinsam, dass die Spitzen des Bürgertums, vor allem das Großbürgertum, zu einer „Oberschicht“ gehören.

### Grundlagentexte
- Adam Ferguson: An Essay on the History of Civil Society. 1767. Volltext auf Project Gutenberg.
  - Deutsche Übersetzung: Abhandlung über die Geschichte der bürgerlichen Gesellschaft. Gustav Fischer, Jena 1901.
  - Neuere dt. Ausgabe: Versuch über die Geschichte der bürgerlichen Gesellschaft. Frankfurt am Main 1986.
- Georg Wilhelm Friedrich Hegel: Grundlinien der Philosophie des Rechts. Herausgegeben von Jürgen Hoffmeister. 4. Auflage. Felix Meiner, Hamburg 1955, Zweiter Abschnitt: Die bürgerliche Gesellschaft, §§ 192 bis 256. Volltext auf Zeno.org.

### Weitere Literatur
- Manfred Riedel: Gesellschaft, bürgerliche. In: Otto Brunner, Werner Conze, Reinhart Koselleck (Hrsg.): Geschichtliche Grundbegriffe. Band 2. Klett-Cotta, Stuttgart 1975.
- Bert van den Brink, Willem van Reijen (Hrsg.): Bürgergesellschaft, Recht und Demokratie. Suhrkamp, Frankfurt am Main 1995.
- Frank Adloff: Zivilgesellschaft. Theorie und politische Praxis. Campus, Frankfurt am Main 2005.
- Werner Fuchs-Heinritz u. a. (Hrsg.): Lexikon zur Soziologie.  3. Auflage. Westdeutscher Verlag, Wiesbaden 1994.
- Jürgen Kocka: Bürgertum und bürgerliche Gesellschaft im 19. Jahrhundert: europäische Entwicklungen und deutsche Eigenarten. In: Jürgen Kocka (Ed.): Bürgertum im 19. Jahrhundert: Deutschland im europäischen Vergleich. Band 1, Deutscher Taschenbuch Verlag, München 1988.
- Reinhard Markner: Bürgerliche Gesellschaft. In: Historisch-kritisches Wörterbuch des Marxismus. Band 2, Argument-Verlag, Hamburg 1995, Sp. 380–394.
- Manfred Riedel: Bürgerliche Gesellschaft. Eine Kategorie der klassischen Politik und des modernen Naturrechts. 1. Auflage. Franz Steiner Verlag, Stuttgart 2011, ISBN 978-3-515-09913-4.